# Руанда на Светском првенству у атлетици на отвореном 2017.
Руанда је учествовала на Светском првенству у атлетици на отвореном 2013. одржаном у Лондону од 4. до 13. августа шеснаести пут, односно учествовала је на свим првенствима до данас. Репрезентацију Руанде представљала је 1 атлетичарка која је такмичила у трци на 10.000 метара.,
На овом првенству атлетичарка Руанде није освојила ниједну медаљу али је остварила најбољи лични резултат сезоне.

## Учесници
Жене:
- Саломе Њирарукундо — 10.000 м

## Резултати

### Жене
| Атлетичар          | Дисциплина | Лични рекорд | Квалификације | Квалификације | Полуфинале | Полуфинале | Финале       | Финале       | Детаљи |
| Атлетичар          | Дисциплина | Лични рекорд | Резултат      | Место         | Резултат   | Место      | Резултат     | Место        | Детаљи |
| ------------------ | ---------- | ------------ | ------------- | ------------- | ---------- | ---------- | ------------ | ------------ | ------ |
| Саломе Њирарукундо | 10.000 м   | 31:45,82 НР  |               |               |            |            | 32:45,95 ЛРС | 25 / 31 (33) |        |